# U-Bahnhof König-Heinrich-Platz
Der U-Bahnhof König-Heinrich-Platz ist ein unterirdischer Bahnhof in der kreisfreien Stadt Duisburg. Er ist Teil des Duisburger Stadtbahnnetzes und befindet sich in Tunnellage mit unmittelbarem Zugang zum Forum Duisburg und zu einer Tiefgarage. Der U-Bahnhof gehört der Duisburger Verkehrsgesellschaft (DVG).
Die Bahnsteige sind in zwei Ebenen im Linienbetrieb angeordnet, d. h. Kpo für die Linien U79 und 903, Kpu für die Linie 901. Endet ein Zug dort, so benutzt er die untere Ebene (Kpu), um in die Kehranlage zu gelangen.
Der Bahnhof wurde durch Gerhard Richter künstlerisch gestaltet. Weiterhin ist im U-Bahnhof ein Schutzbunker integriert.
Dieser Schutzbunker hätte im Ernstfall Platz für 4500 Menschen geboten. Neben einem Schutzraum wären auch noch 16 Straßenbahnen im Bahnhof geparkt worden, um weitere Menschen unterzubringen. Der Bunker konnte über Tore im Tunnel und an den Eingängen gasdicht abgeschlossen werden. Zudem besitzt der Bunker eine autarke Strom-, Wasser- und Frischluftversorgung.
Seit dem barrierefreien Ausbau der Haltestelle, der auch den Einbau eines Fahrstuhls beinhaltete, ist diese Schutzfunktion des Bunkers nicht mehr gegeben, da für den Aufzug die obere Betondecke durchbrochen werden musste.

## Linien
| Linie | Linienverlauf | Takt                                      |         |
| ----- | --- | ----------------------------------------- | ------- |
| U 79  | ( U DU-Meiderich Bf 1 – U Auf dem Damm – ) U Duissern2 – U Duisburg Hbf – U König-Heinrich-Platz – U Steinsche Gasse – Platanenhof – Musfeldstraße – Kremerstraße – Karl-Jarres-Straße – Grunewald – Grunewald Betriebshof – Kulturstraße – Im Schlenk – Waldfriedhof – Münchener Straße – Sittardsberg – Mühlenkamp – St. Anna Krankenhaus – Angerbogen (nie in Betrieb genommen) – DU-Kesselsberg3 – D-Froschenteich – Wittlaer4 – Am Mühlenacker – Kalkumer Schlossallee – Klemensplatz – Kittelbachstraße – Alte Landstraße – Lohausen – Freiligrathplatz – Messe Ost/Stockumer Kirchstraße – Nordpark/Aquazoo – Reeser Platz – Theodor-Heuss-Brücke – Golzheimer Platz – Kennedydamm – U Victoriaplatz/Klever Straße – U Nordstraße – U Heinrich-Heine-Allee – U Steinstraße/Königsallee – U Oststraße – U Düsseldorf Hbf 5 (– U Oberbilker Markt/Warschauer Straße – U Ellerstraße – U D-Oberbilk – Kaiserslauterner Straße – Provinzialplatz – Werstener Dorfstraße – Südpark – D-Universität Ost/Botanischer Garten6 ) Hochflurbetrieb der Rheinbahn und DVG; ehemalige D-Bahn; Abschnitt 4–5 gehört zum ; in den Schulferien gilt ein besonderer Fahrplan. 15-Minuten-Takt auch im Abschnitt 2–6 Sa 5–19 Uhr und im Abschnitt 4–5 Mo–Fr 21–0 Uhr (ab 29.08.2018, davor 20–0 Uhr), Sa 20–0 Uhr und So 5–0 Uhr 30-Minuten-Takt im Abschnitt 2–6 Mo–Fr 19–22 Uhr und Sa 7–20 Uhr und im Abschnitt 1–2 Sa 9–18 Uhr und So 12–19 Uhr | 15 min (1–3) 10/20 min (3–4) 10 min (4–6) |         |
| 901   | DU-Obermarxloh – Marxloh Pollmann – Bruckhausen – Beeck – Laar – Scholtenhofstraße1 – Ruhrort Bf – Ruhrort Friedrichsplatz – Kaßlerfeld – Rathaus – König-Heinrich-Platz – Duisburg Hbf – Zoo/Uni2 – Mülheim-Raffelberg – Speldorf – Schloß Broich – MH-Stadtmitte – Mülheim Hbf Zur HVZ mit zusätzlicher Fahrt zwischen 1 und 2 jeweils 5 Minuten abweichend auf den Regeltakt | 15 min                                    | 15 min  |
| 903   | Dinslaken Bf1 – Watereck2 – Walsum Rathaus – Fahrn Schwan – Marxloh Pollmann – Hamborn Rathaus – Landschaftspark Nord – Meiderich Bf – Auf dem Damm – Duissern – Duisburg Hbf – König-Heinrich-Platz – Steinsche Gasse – Pauluskirche – Hochfeld Süd Bf – Rheintörchenstraße3 – Wanheim-Angerhausen – Hüttenheim4 | 15 min (1-4) 7,5 min (2-3)                | 7,5 min |